# Soria
Soria ist die Hauptstadt der Provinz Soria im Osten der Autonomen Region Kastilien und León. Mit 40.750 Einwohnern (Stand: 2024) ist sie nach Teruel die zweitkleinste Provinzhauptstadt Spaniens, in ihr leben etwa 40 % der Einwohner der Provinz, die insgesamt zur dünn besiedelten Serranía Celtibérica gehört.

## Lage und Klima
Die Stadt Soria liegt am Oberlauf des Flusses Duero und östlich der Sierra de la Demanda in einer Höhe von ca. 1065 m; die Städte Madrid und Saragossa liegen etwa 230 km südwestlich bzw. ca. 160 km östlich. Das Klima ist gemäßigt bis warm; Regen (ca. 570 mm/Jahr) fällt mit Ausnahme der eher trockenen Sommermonate übers Jahr verteilt.

## Bevölkerungsentwicklung
| Jahr      | 1857  | 1900  | 1950   | 2000   | 2018   |
| Einwohner | 5.603 | 7.151 | 16.878 | 34.088 | 39.112 |

Infolge der Mechanisierung der Landwirtschaft, der Aufgabe bäuerlicher Kleinbetriebe und des daraus resultierenden Verlusts von Arbeitsplätzen ist die Landbevölkerung seit Beginn des 20. Jahrhunderts in die größeren Städte abgewandert (Landflucht).

## Wirtschaft
Die Stadt Soria ist das merkantile, handwerkliche und dienstleistungsmäßige Zentrum einer immer noch in hohem Maß landwirtschaftlich orientierten, aber – wegen der Höhenlage – nur wenig fruchtbaren Provinz. In den Außenbezirken der Stadt haben sich kleinere Industrieunternehmen angesiedelt.

## Geschichte

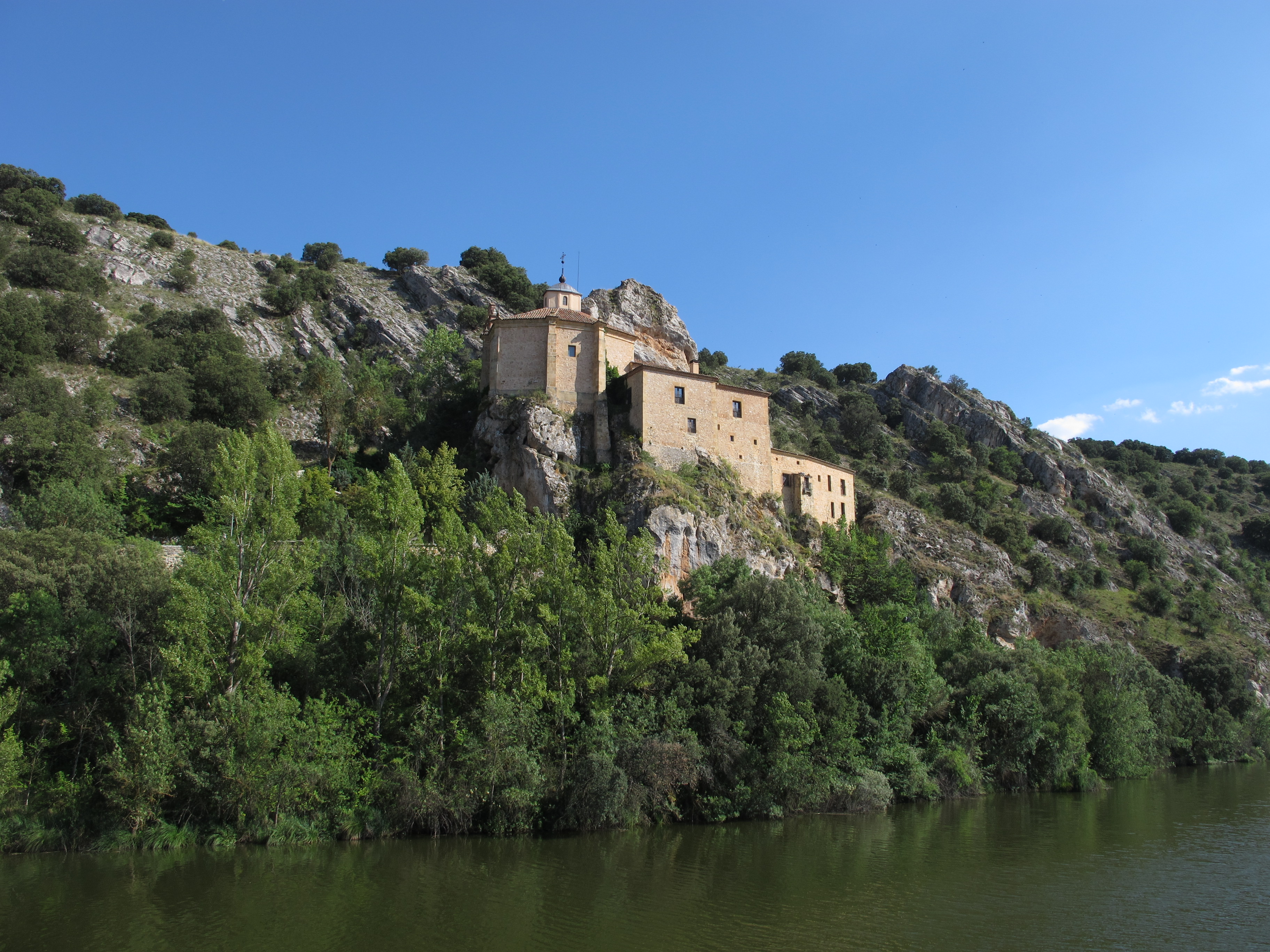
Ermita de San Saturio (18. Jh.) am Duero

Die Felsmalereien von Valonsadero (spanisch Pinturas rupestres de Valonsadero) bei Soria wurden 1994 zum Kulturdenkmal erklärt. Sie befinden sich in mehreren Gruppen hauptsächlich am Monte Valonsadero und am Tolmo del Morellán.
Auf dem Cerro del Castillo, einem der beiden Stadthügel von Soria, befand sich einst eine keltiberische Siedlung. Etwa 8 km nördlich (bei Garray) liegen die Ruinen von Numantia, einem seit der Bronzezeit besiedelten keltiberischen Oppidum, das im Jahr 133 v. Chr. von römischen Truppen des jüngeren Scipio (Aemilianus) im Numantinischen Krieg nach wiederholten Angriffen und langer Belagerung zerstört wurde. Kaiser Augustus ließ die Stadt neu erbauen. Funde aus westgotischer und islamisch-maurischer Zeit sind im Stadtgebiet eher rar.

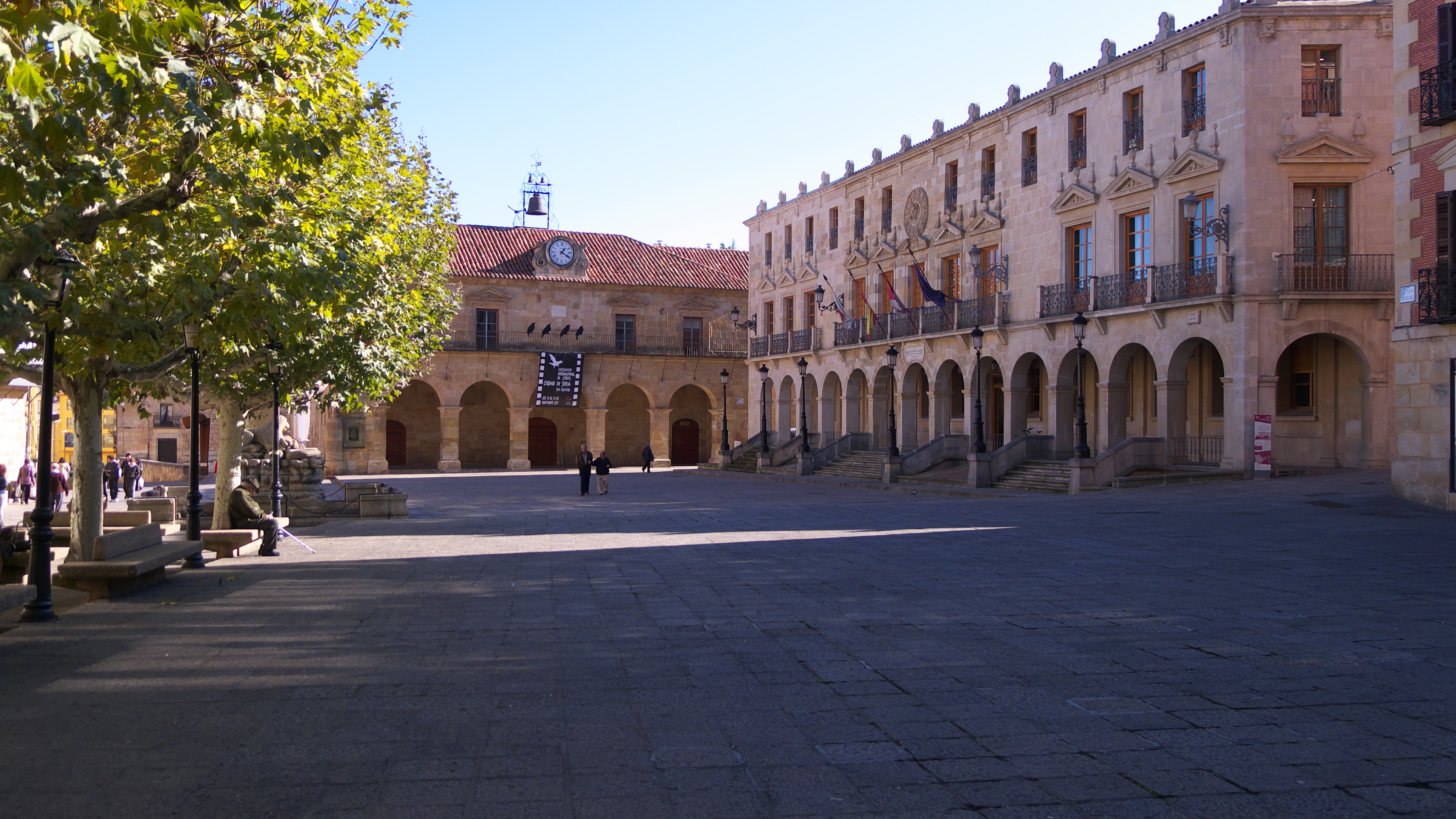
Rathaus (rechts), von 1605 bis 1897 Sitz der „Zwölf Geschlechter von Soria“

Bereits im 10. Jahrhundert gab es Bestrebungen zur Rückeroberung Sorias, doch erst im Jahr 1079 übergab der letzte maurische Lokalherrscher die Stadt an König Alfons VI. von León; Soria blieb in der Folge lange Zeit umstrittene Grenzstadt zwischen christlicher und islamischer Einflusssphäre (siehe Atalaya). In den Jahren zwischen 1109 und 1114 eroberte der aragonesische König Alfons I. die Stadt endgültig, doch entstand zwischen den Königreichen Kastilien und Aragón ein neuer Streit um die territoriale Vormachtstellung. Der spätere kastilische König Alfons VIII. wurde im Jahr 1155 in Soria geboren; während seiner Herrschaft entstanden zahlreiche Kirchen und Klöster in der Stadt.
Seit dem Mittelalter konnten die adeligen Familien ihren Einfluss in der Führung der Stadt durch die Gründung der Gemeinschaft der „Zwölf Geschlechter von Soria“ (Doce Linajes de Soria) stabilisieren und ausbauen. Durch königliche Privilegien besaßen sie kommunale Sonderrechte, die ihnen bis zum Ende des Jahres 1836 gewährt wurden. Das heutige Rathaus war deren gemeinschaftlicher Sitz und ist heute noch am Hauptportal mit den Adelswappen geschmückt.
Im Jahr 1380 verbot ein Gerichtsbeschluss der Cortes von Soria den Juden, ihre eigenen Straffälle gerichtlich zu regeln. Außerdem wurde ein Dekret des ein Jahr zuvor verstorbenen Königs Heinrich II. bestätigt, wonach Juden in der königlichen Verwaltung und bei Adligen nicht angestellt sein durften. Diese Beschlüsse dienten dem Archidiakon Ferran Martinezals als Grundlage für Hasspredigten, die im Jahre 1391 zu Massakern an der jüdischen Bevölkerung führten.

## Sehenswürdigkeiten

### Kirchen
Soria weist ein reiches Erbe an romanischen Bauten auf, insbesondere Kirchen, die der kastilische König Alfons VIII. errichten ließ.
- Die Konkathedrale San Pedro ist seit 1959 zweite Bischofskirche des Bistums Osma-Soria neben der Kathedrale im 60 km entfernten El Burgo de Osma. Vom Bau des 12. Jahrhunderts, der im Jahr 1520 einstürzte, sind noch die rein romanischen Fenster und der Kreuzgang erhalten. Der 1573 fertiggestellte Neubau war plateresk umgestaltet worden. Im Inneren sind zwei interessante Altaraufsätze zu sehen: In der Apsis ein Retabel im Stil der Renaissance und an der rechten Seite ein Aufsatz im plateresken Stil.
- Die Kapelle San Saturio (am rechten Ufer des Duero) beherbergt ein wertvolles flämisches Triptychon von 1559 aus San Pedro.
- Die ehemalige Klosterkirche Santo Domingo aus dem 12. Jahrhundert ist eine Hallenkirche. Ihr Mittelschiff ist mit einer Spitztonne gedeckt, vielleicht nach dem Vorbild der Cluny-Romanik des Burgunds die aber Basiliken bevorzugte. Die Westfassade ist zweistöckig mit Blendarkaden gegliedert. Im Giebel ist ein großes Rosenfenster. Das Portal ist reich mit Skulpturen in den Archivolten und im Tympanon geschmückt.
- Von dem ehemaligen Kloster San Juan de Duero des Templerordens aus dem 12. Jahrhundert sind die einschiffige Kirche mit Apsis und vorgelagertem Presbyterialraum und der Kreuzgang des 13. Jahrhunderts erhalten. In seiner Bauweise drückt der Kreuzgang die unterschiedlichen Kulturen des mittelalterlichen Spaniens aus: es sind Elemente der Romanik, der Gotik, des Mudéjarstils und orientalische Einflüsse vorhanden.
- An der im 12. Jahrhundert im frühromanischen Stil erbauten Kirche San Juan de Rabanera sind byzantinische Einflüsse, aber auch gotische Spitzbogenansätze zu erkennen.
- Weitere sehenswerte Kirchen der Stadt sind Santa Maria la Mayor, Nuestra Señora de la Merced, El Hospital, El Salvador, die Karmeliterkirche und die Kapelle La Soledad. Am Stadtrand finden sich zwei barocke Wallfahrtskirchen aus dem 18. Jahrhundert, die Ermita de la Virgen del Mirón sowie die dem Schutzpatron der Stadt geweihte Ermita de San Saturio.

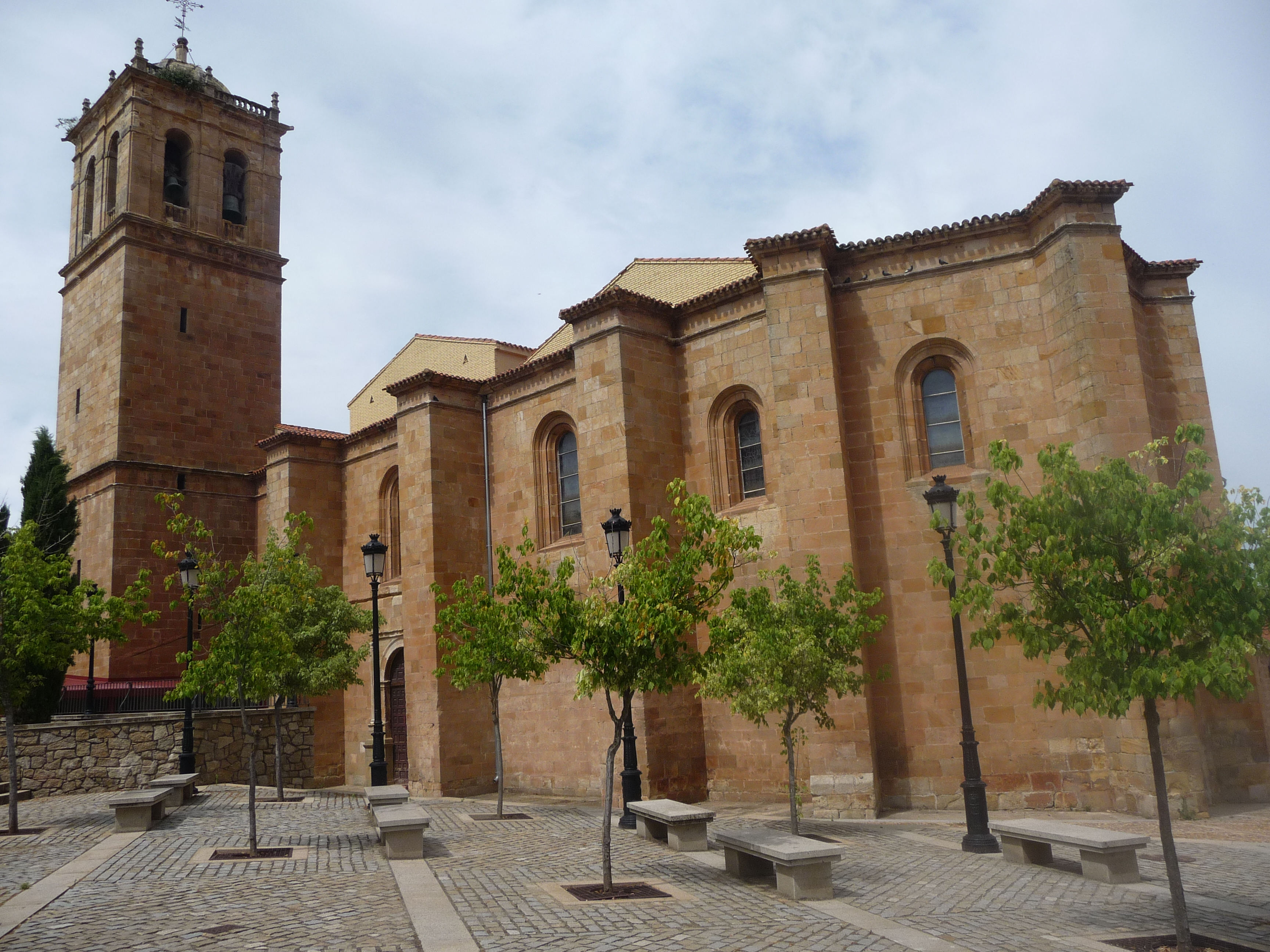
Konkathedrale San Pedro
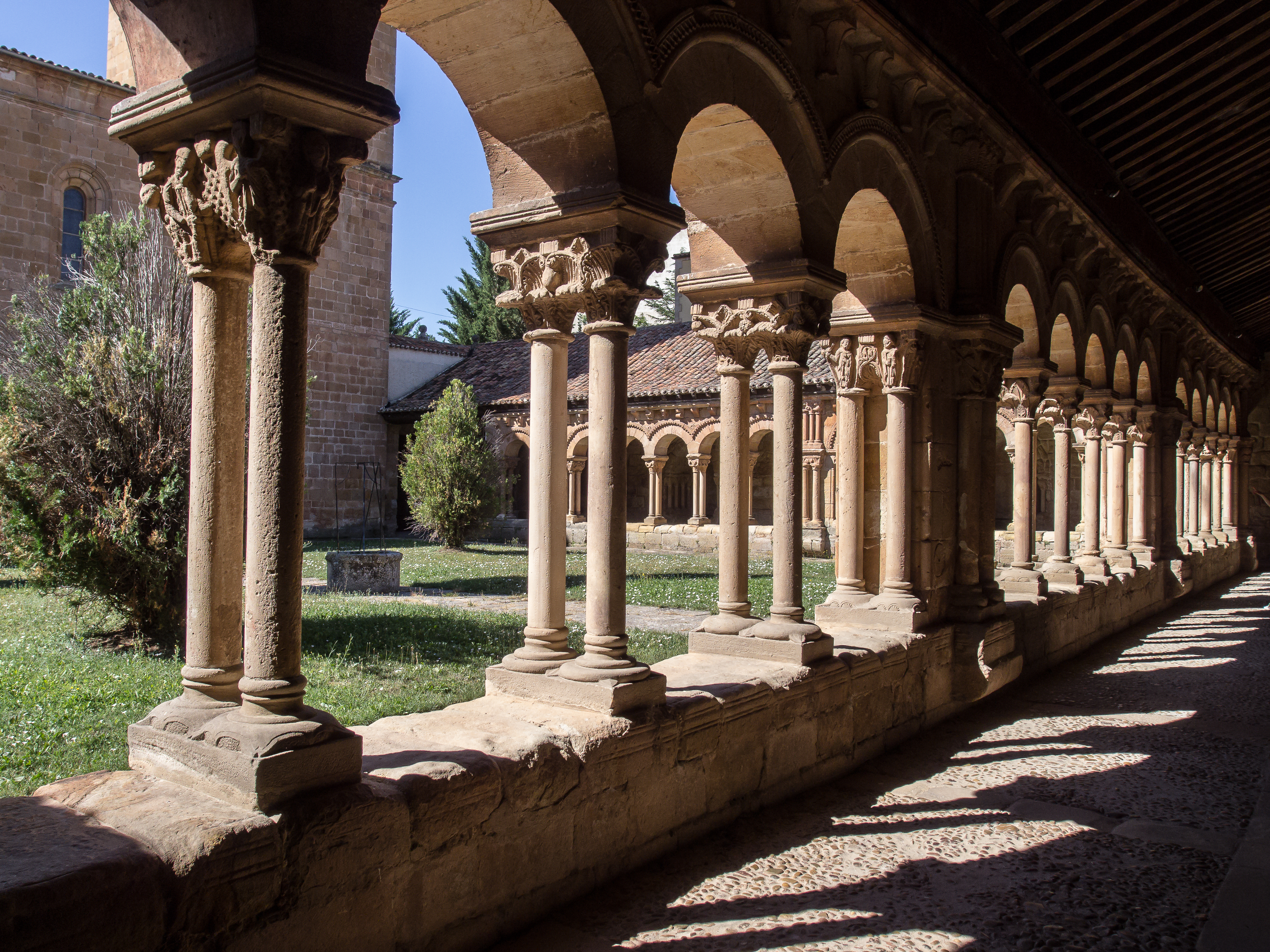
San Pedro, Kreuzgang
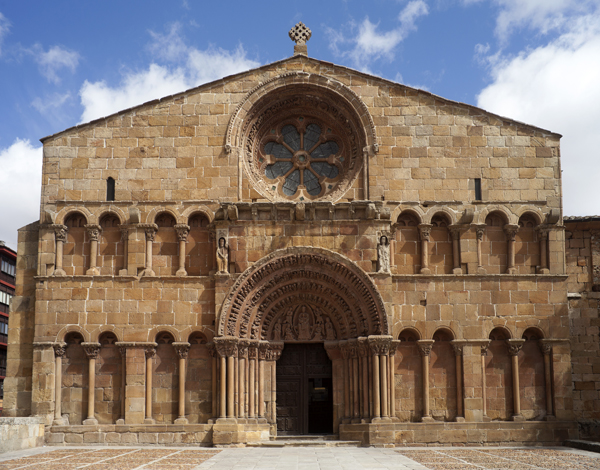
Santo Domingo, Westfassade
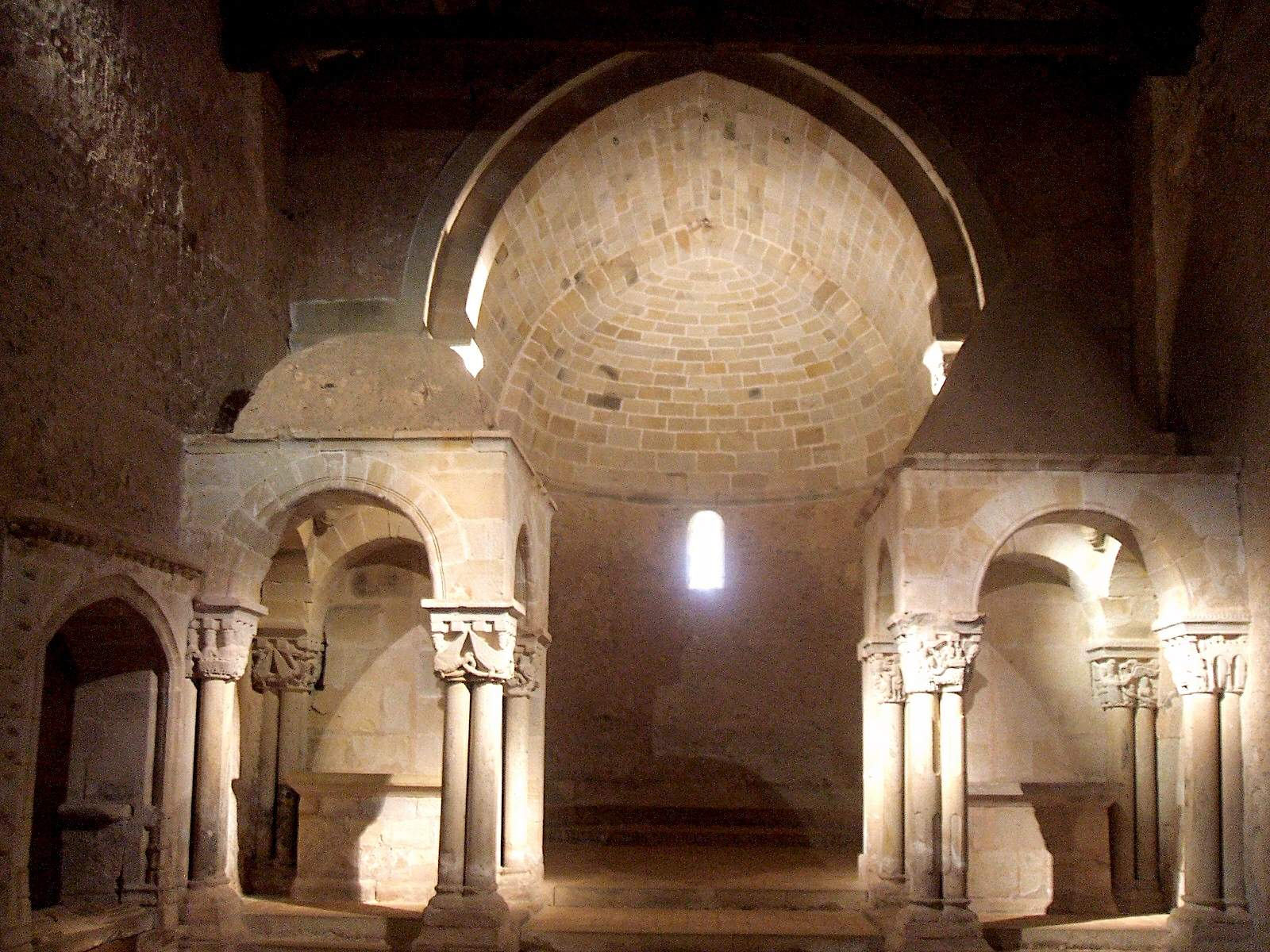
San Juan de Duero, Chorpartie
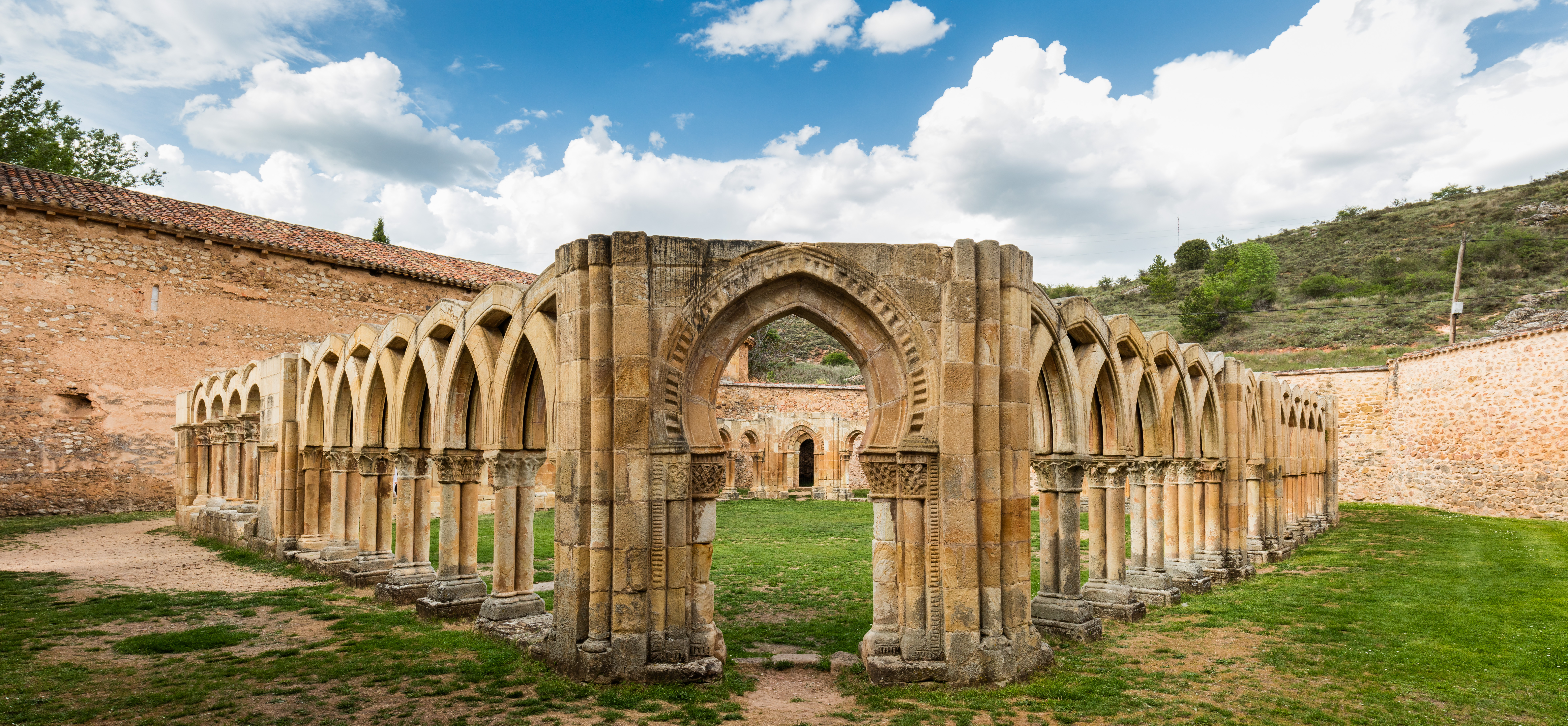
San Juan de Duero, Kreuzgang
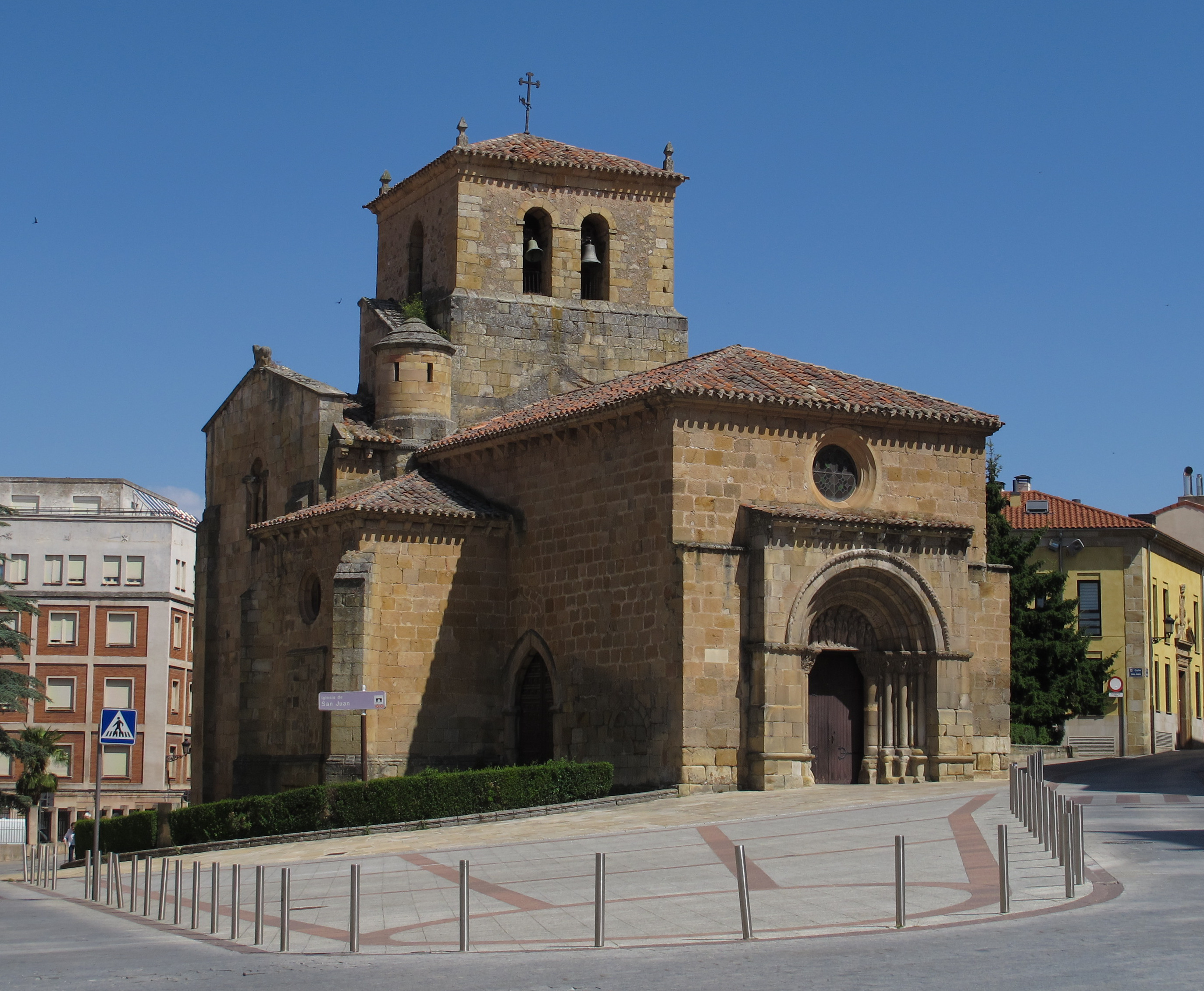
San Juan de Rabanera

### Stadtpaläste und Brücken
- Palacio de los Condes de Gómara
- Palacio de los Marqueses de Alcántara
- Palacio de los Ríos y Salcedo
- Puente de Piedra

### Museen
- Das Museo Numantino ist den archäologischen Funden aus Numantia gewidmet.[6]

## Persönlichkeiten
- Saturius von Soria (um 493–um 570), westgotischer Bischof und Heiliger
- Der spanische Lyriker Antonio Machado (1875–1939) lebte und arbeitete von 1907 bis 1912 in Soria.
- José Luis Sanz (* 1948), Paläontologe
- Daniel Mateo (* 1989), Leichtathlet
- Marta Pérez (* 1993), Mittelstreckenläuferin
- Antonio Ruiz (* 1923 bis 2023) Keramiker, Mitbegründer der Künstlergruppe Grupo Ibiza 59